# V (tv-serie)
 For alternative betydninger, se V (flertydig). (Se også artikler, som begynder med V)
V er ABC's genindspilning af tv-serien V og havde premiere i 2009. Den forventes at blive vist i Danmark i 2010 på 6'eren. Hovedproducenten er The 4400's skaber Scott Peters, Jason Hall, Steve Pearlman og Jeffrey Bell, og den er baseret på science fiction-legetøjet der er lavet af Kenneth Johnson.

## Handling
Verden vågner op til at rumskibe svæver over de større byer. Rumvæsnerne siger, at de kommer med fred. Nogle tror dem ikke. Den lokale politiagent Erica Evans opdager, at rumvæsnerne har planer om at infiltrere regeringen og handlen i et komplot om at overtage jorden. Erica går med i en modstandsgruppe, der også omfatter Ryan, et rumvæsen der vil redde menneskerne. Rumvæsnerne rekrutterer jordens ungdom, og også Ericas søn, der tjener som hemmelig spion.

## Medvirkende
- Elizabeth Mitchell – Erica Evans
- Morris Chestnut – Ryan Nichols
- Joel Gretsch – Fader Jack Landry
- Lourdes Benedicto – Valerie Stevens
- Logan Huffman – Tyler Evans
- Morena Baccarin – Anna, leder af de Besøgende
- Laura Vandervoort – Lisa, en Besøgende
- Scott Wolf – Chad Decker, en journalist
- Alan Tudyk – Dale Maddox (FBI Agent); Tudyk er kun med i første afsnit, men er ikke skrevet på de andre afsnit.